# Băilești
Băilești is een stad (oraș) in het Roemeense district Dolj. De stad telt 22.231 inwoners (2002).

## Geboren
- Simona Staicu (1971), Roemeens/Hongaars atlete
- Valerică Găman (1989), Roemeens voetballer